# Oberonia hispidula
Oberonia hispidula är en orkidéart som beskrevs av Oakes Ames. Oberonia hispidula ingår i släktet Oberonia och familjen orkidéer. Inga underarter finns listade i Catalogue of Life.